# 1674

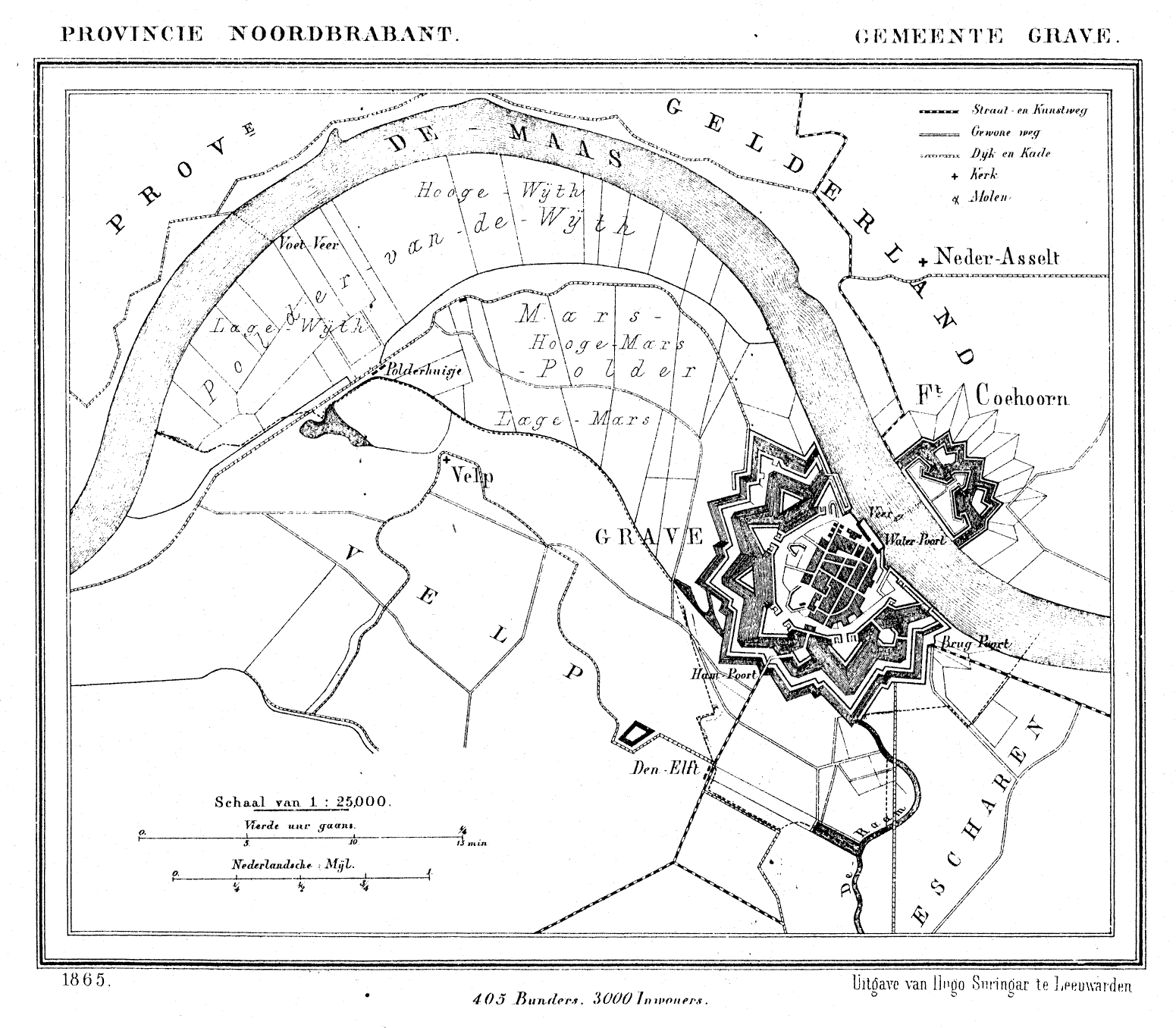
Grave (in 1865)

Het jaar 1674 is het 74e jaar in de 17e eeuw volgens de christelijke jaartelling.

## Gebeurtenissen
februari
- 17 - Ambon en de omringende eilanden worden getroffen door een tsunami als gevolg van een zeebeving in de Bandazee. De ramp kost minstens 2.243 mensen het leven.
- 19 - De Republiek en Engeland sluiten de Tweede Vrede van Westminster. Hiermee komt een eind aan de Derde Engelse Oorlog.
- 22 - De Republiek en Munster sluiten vrede.

april
- 16 - Er worden nieuwe leden van de Staten van Utrecht en de vroedschap van de Domstad benoemd, allen streng-hervormd en Oranjegezind.
- De Munsterse troepen worden teruggedreven tot Nordhorn en Neuenhaus in het Graafschap Bentheim.

mei
- 11 - De Republiek en Keulen sluiten vrede.

juni
- 6 - In het westen van India laat Marathaleider Shivaji zich tot chhatrapati (hindoeïstisch keizer) kronen, een directe provocatie aan het adres van Mogolkeizer Aurangzeb.

juli
- 10 - De Staten-Generaal benoemen de pensionaris van Den Briel Cornelis de Jonge van Ellemeet tot ontvanger-generaal, een van de hoogste ambten van de Republiek.

augustus
- 1 - Een zeer zware storm raast over de Nederlanden, met als gevolg tal van ingestorte gebouwen en vele slachtoffers; in de stad Utrecht stort het schip van de Domkerk in door een tornado.
- 10 - Het schip 'Het vliegende paard' van commandant Jurriaen Aernoutsz valt het Franse Fort Pentagouet in de Penobscotbaai aan. Het fort geeft zich na twee uren strijd over. Zo begint de verovering van Acadië en de stichting van Nederlands Acadië.
- 11 - Slag bij Seneffe (graafschap Henegouwen) tussen Willem III, Verenigde Provinciën met hulptroepen van Spanje en Duitsland, en Lodewijk II van Bourbon-Condé, Frankrijk.

september
- 14 - Commandeur Binckes verlaat als laatste Nederlandse bezetter de kolonie Nieuw Nederland, die ingevolge de Vrede van Westminster is teruggegeven aan de Engelsen.
- Willem III neemt de vesting in Grave in, maar hij slaagt er niet in verder tegen Frankrijk op te rukken. De Staten-Generaal verklaren het stadhouderschap erfelijk voor de nakomelingen van Willem III.

oktober
- 26 - Walraad van Nassau-Usingen wordt benoemd tot gouverneur van Bergen op Zoom.

november
- 27 - De Nederlandse leraar Franciscus van den Enden wordt voor de Bastille opgehangen op beschuldiging van een samenzwering tegen Lodewijk XIV van Frankrijk.

## Muziek
- Jean-Baptiste Lully schrijft de opera Alceste

## Beeldende kunst

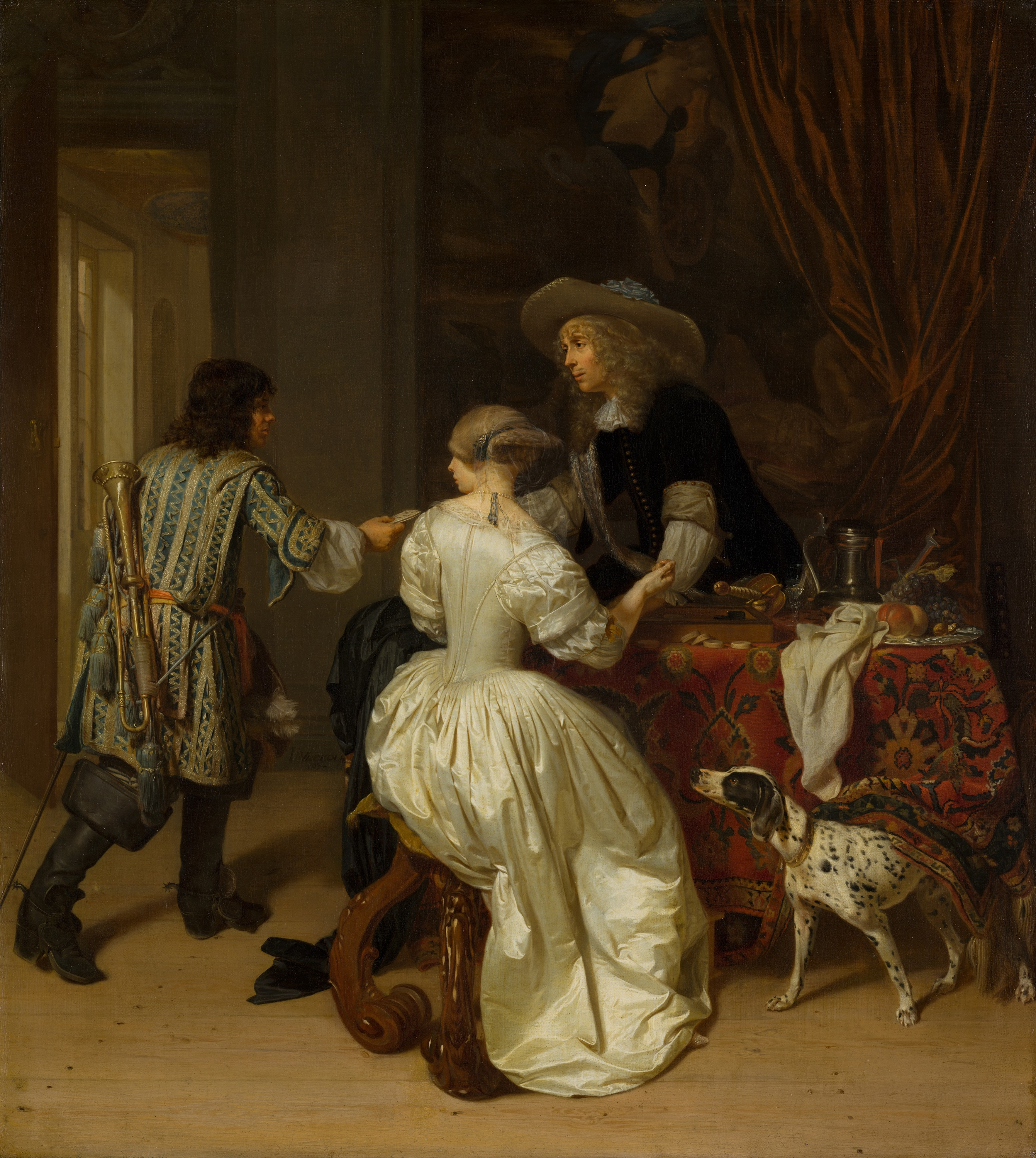
De boodschapper (1674) Johannes Verkolje

## Bouwkunst

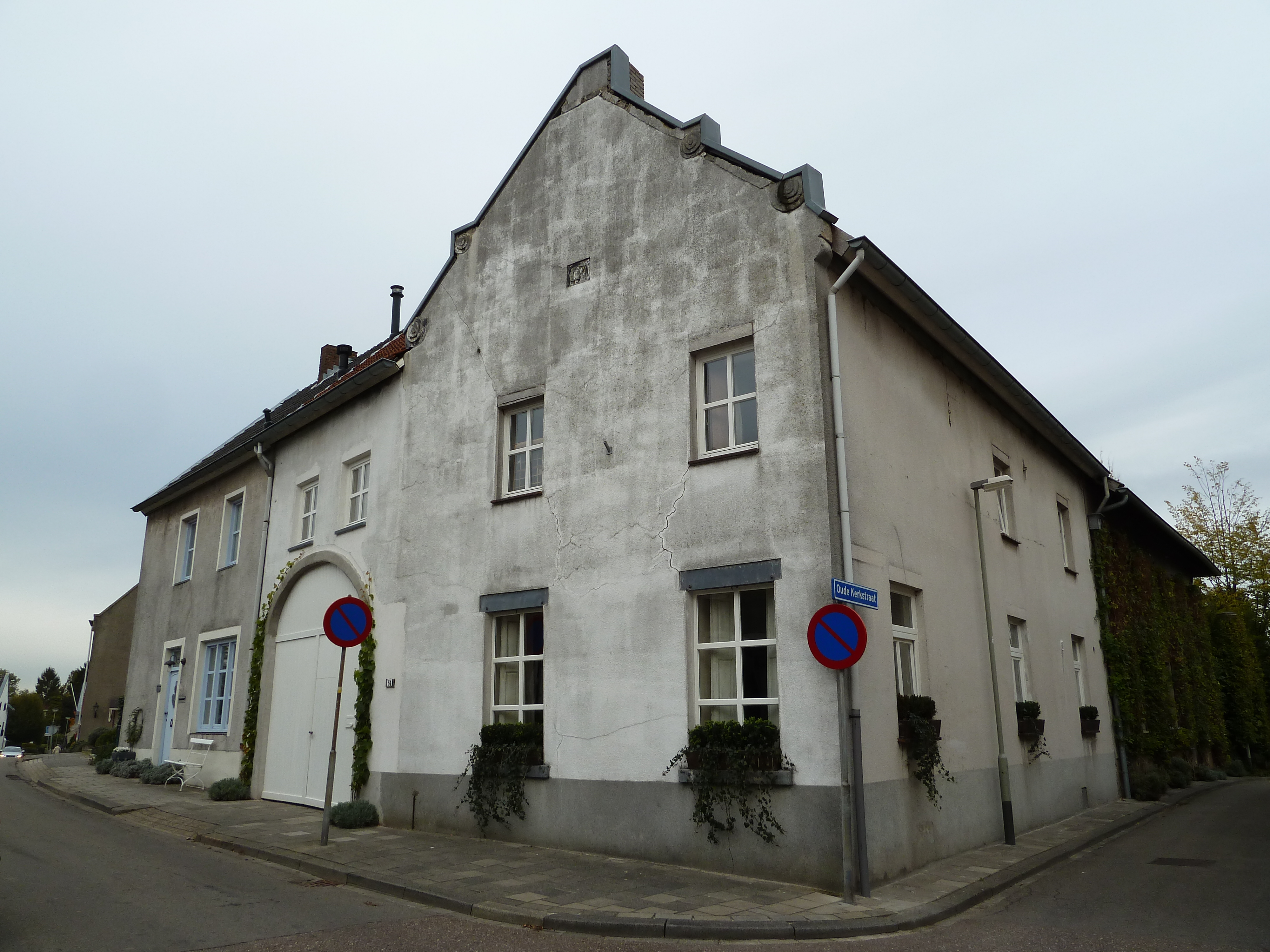
"Boerderij", Valkenburg (1674)

## Geboren
januari
- 10 - Reinhard Keiser, barokcomponist en operaproducent (overleden 1739)

juni
- 20 - Nicholas Rowe, Engels dichter en toneelschrijver

## Overleden
januari
- 10 - Jacob de Witt (84), vader van Johan en Cornelis de Witt
- 12 - Giacomo Carissimi (68), Italiaans componist

februari
- 24 - Matthias Weckmann (~58), Duits componist

juni
- 15 - Mauritia Eleonora van Portugal (65), prinses van Nassau-Siegen, geboren prinses van Portugal

juli
- 2 - Everhard III van Württemberg (59), hertog van Württemberg

september
- 8 - John Milton (65), Brits dichter

oktober
- 2 - George Frederik van Nassau-Siegen (68), Duits graaf, gouverneur van Bergen op Zoom

november
- 27 - Franciscus van den Enden (72), Nederlands leraar en filosoof